# تفاحیه
تفاحیه (به عربی: تفاحیة) یک روستا در سوریه است که در ناحیه بداما واقع شده‌است. تفاحیه ۲۸۴ نفر جمعیت دارد.